# Laonice weddellia
Laonice weddellia är en ringmaskart som beskrevs av Hartman 1978. Laonice weddellia ingår i släktet Laonice och familjen Spionidae. Inga underarter finns listade i Catalogue of Life.